# Вербіцька Ірина Орестівна
Ірина Орестівна Вербіцька (нар. 11 квітня 1973, Біла) — українська художниця, дизайнерка, майстриня народної творчості, учителька. Член Національної спілки майстрів народного мистецтва України (2015). Заслужений майстер народної творчості України (2019). Тернопільська обласна премія імені Ярослави Музики (2020).

## Життєпис
Ірина Вербіцька народилася 11 квітня 1973 року у селі Білій, нині Чортківської громади Чортківського району Тернопільської области України.
Закінчила Чортківську музичну (клас фортепіано) та загальноосвітню школу № 7 (1990), Тернопільський кооперативний технікум (2001, нині торговельно-економічний коледж), Київський інститут реклами (2008, магістр з дизайну), аспірантуру Прикарпатського національного університету (2015). Працювала у Чортківському палаці позашкільної роботи (2001—2007), від 2007 — викладачка катедри образотворчого мистецтва, дизайну та методики їх викладання Тернопільського національного педагогічного університету.
Майстер народних художніх промислів та художнього моделювання Тернопільського центру народної творчості (2009). Засновниця приватної культурно-мистецької етномайстерні «Куферок» у Чорткові (2012).

## Творчість
Є майстринею з виготовлення ляльки-мотанки та авторської ляльки (від 2006).
Персональні виставки у містах Чорткові (2007), Тернополі (2011), Збаражі (2012).